# Artannes-sur-Thouet

Artannes-sur-Thouet este o comună în departamentul Maine-et-Loire, Franța. În 2009 avea o populație de 442 de locuitori.